# Bear (Delaware)
|  | Dieser Artikel wurde aufgrund von inhaltlichen Mängeln auf der Qualitätssicherungsseite des Projektes USA eingetragen. Hilf mit, die Qualität dieses Artikels auf ein akzeptables Niveau zu bringen, und beteilige dich an der Diskussion! Eine nähere Beschreibung der zu behebenden Mängel fehlt. |

Bear ist eine kleine US-amerikanische Stadt im New Castle County im US-Bundesstaat Delaware. Das U.S. Census Bureau hat bei der Volkszählung 2020 eine Einwohnerzahl von 23.060 ermittelt.
Die Stadt liegt bei den geographischen Koordinaten 39,62° Nord, 75,69° West. Das Stadtgebiet hat eine Größe von 14,9 km².

## Geschichte
Der Legende nach stammt der Name "Bear" von einer Taverne an der Straße von Wilmington (Delaware) nach Dover (Delaware) (an der heutigen Kreuzung der U.S. Route 40 und der Delaware Route 7), deren Schild mit dem Bild eines großen Bären verziert war.
Bear hatte eine Einwohnerzahl von 50 im Jahre 1890. Im Jahre 1900 waren es bereits 59.
In den darauffolgenden Jahren entwickelte sich Bear rund um Einkaufszentren und Viertel entlang der U.S. Route 40.

## Wirtschaft
Die häufigsten Wirtschaftszweige in Bear (Stand: 2020) sind (1) Gesundheitswesen und Sozialdienstleistungen, (2) Finanz- und Versicherungswesen und (3) Einzelhandel. Die bestbezahlten Arbeitsplätze finden sich in den Bereichen (1) Versorgungsunternehmen, (2) Transport und Lagerhaltung und (3) freiberufliche, wissenschaftliche und technische Dienstleistungen.
Der durchschnittliche Immobilienwert in Bear liegt bei 173.200 Dollar, wobei der größte Anteil der Immobilienwerte in Wohneinheiten liegt, die zwischen 200.000 und 250.000 Dollar liegen. 68,5 % der Wohneinheiten werden von ihren Eigentümern bewohnt, was über dem nationalen Durchschnitt liegt.